# Cassine fruticosa
Cassine fruticosa là một loài thực vật có hoa trong họ Dây gối. Loài này được (N.Robson) ined. mô tả khoa học đầu tiên.